# Митрофан (Осяк)
Епи́скоп Митрофа́н (в миру Михаил Александрович Осяк; род. 19 ноября 1972, Ростов-на-Дону) — архиерей Русской православной церкви, епископ Гатчинский и Лужский.
Наместник Череменецкого Иоанно-Богословского монастыря.

## Биография
Родился 19 ноября 1972 года в городе Ростове-на-Дону в семье священника.
После окончания средней школы обучался в Ростовском строительном техникуме.
В 1990 году поступил в Минскую духовную семинарию.
21 сентября 1992 года в кафедральном соборе города Ростова-на-Дону епископом Азовским Сергием (Полеткиным) рукоположен во диакона.
6 июня 1993 года в том же соборе митрополитом Ростовским Владимиром (Котляровым) был рукоположен во священника.
После назначения штатным священником Ростовского храма Вознесения Господня продолжил обучение на заочном отделении Московской духовной семинарии.
11 апреля 1994 года был пострижен в монашество архимандритом Модестом (Потаповым) с наречением имени Митрофан в честь святителя Митрофана Воронежского.
19 июля того же года назначен на должность эконома и келаря в Донской Старочеркасский монастырь.
В 1995 году окончил Московскую духовную семинарию.
13 октября 1997 года иеромонах Митрофан был принят в клир Санкт-Петербургской епархии и назначен на должность исполняющего обязанности наместника Иоанно-Богословского Череменецкого монастыря.
9 июня 1998 года постановлением Священного Синода утверждён наместником Череменецкого монастыря с возведением в сан игумена.
В 2007 году окончил Санкт-Петербургскую духовную академию.
В сентябре 2009 года был назначен председателем отдела реставрации Санкт-Петербургской епархии.

### Архиерейство
12 марта 2013 года решением Священного Синода Русской православной церкви был избран епископом Гатчинским и Лужским.
15 марта того же года в домовом храме Тихвинской иконы Божией Матери, резиденции митрополита Санкт-Петербургского и Ладожского на Каменном острове, возведён в сан архимандрита и в тот же день в храме Всех святых, в земле Российской просиявших, Патриаршей и Синодальной резиденции в Даниловом монастыре наречён во епископа Гатчинского и Лужского.
23 марта 2013 года в московском храме святителя Николая Чудотворца в Хамовниках состоялось его архиерейское рукоположение. Хиротонию совершили Патриарх Московский и всея Руси Кирилл, митрополит Крутицкий и Коломенский Ювеналий (Поярков), архиепископ Истринский Арсений (Епифанов), епископ Солнечногорский Сергий (Чашин), епископ Подольский Тихон (Зайцев), епископ Кронштадтский Назарий (Лавриненко), епископ Воскресенский Савва (Михеев).

## Награды
- набедренник (19 апреля 1995)
- наперсный крест (8 апреля 1998)
- палица (29 марта 2004)
- наперсный крест с украшением (15 апреля 2008)
- Орден Преподобного Серафима Саровского III степени (19 ноября 2022) — во внимание к служению и по случаю 50-летия со дня рождения[5]